# Uteun Kruet
Uteun Kruet is een bestuurslaag in het regentschap Bireuen van de provincie Atjeh, Indonesië. Uteun Kruet telt 353 inwoners (volkstelling 2010).